# Vermillion (South Dakota)
Vermillion ist eine Stadt im Clay County im Südosten des US-Bundesstaates South Dakota in den Vereinigten Staaten. Das U.S. Census Bureau hat bei der Volkszählung 2020 eine Einwohnerzahl von 11.695 ermittelt. Vermillion ist Sitz der Countyverwaltung (County Seat) des Clay County und liegt am Steilufer des Missouri River.
Die Stadt ist Sitz der University of South Dakota, der zweitgrößten Universität von South Dakota.

## Geschichte
Die Lewis-und-Clark-Expedition übernachtete am 24. August 1804 im Gebiet des heutigen Vermillion, das im Mai 1843 von John James Audubon besucht wurde, um die dortigen Vögel zu erforschen. Die Stadt wurde 1859 gegründet und erhielt 1873 kommunale Selbstverwaltung. Drei Viertel von Vermillion wurde 1881 durch ein Missouri-Hochwasser überflutet.

## Demographie
Nach der Volkszählung im Jahr 2000 lebten hier 9765 Menschen in 3647 Haushalten und 1801 Familien. Die Bevölkerungsdichte betrug 984,4 Einwohner pro km². Ethnisch betrachtet setzte sich die Bevölkerung zusammen aus 90,95 % weißer Bevölkerung, 1,29 % Afroamerikanern, 3,37 % amerikanischen Ureinwohnern, 2,46 % Asiaten, 0,38 % anderer Herkunft und 1,56 % Mischlinge. 1,07 % der Bevölkerung waren spanischer oder lateinamerikanischer Abstammung.
Von den 3647 Haushalten hatten 25,8 % Kinder und Jugendliche unter 18 Jahre, die bei ihnen lebten. 38,5 % waren verheiratete, zusammenlebende Paare, 9,2 % waren allein erziehende Mütter und 50,6 % waren keine Familien. 34,1 % bestanden aus Singlehaushalten und in 7,8 % lebten Menschen im Alter von 65 Jahren oder darüber allein. Die Durchschnittshaushaltsgröße betrug 2,24 und die durchschnittliche Familiengröße lag bei 2,90 Personen.
Auf den gesamten Ort bezogen setzte sich die Bevölkerung zusammen aus 17,5 % Einwohnern unter 18 Jahren, 36,2 % zwischen 18 und 24 Jahren, 24,5 % zwischen 25 und 44 Jahren, 13,4 % zwischen 45 und 64 Jahren und 8,4 % waren 65 Jahre alt oder darüber. Das Durchschnittsalter betrug 24 Jahre. Auf 100 weibliche Personen kamen 91,6 männliche Personen. Auf 100 Frauen im Alter von 18 Jahren oder darüber kamen statistisch 89,9 Männer.
Das jährliche Durchschnittseinkommen eines Haushalts betrug 24.095 USD, das Durchschnittseinkommen der Familien betrug 40.109 USD. Männer hatten ein Durchschnittseinkommen von 28.180 USD, Frauen 20.975 USD. Das Prokopfeinkommen betrug 13.909 USD. 16,2 % der Familien und 26,2 % der Bevölkerung lebten unterhalb der Armutsgrenze (inklusive 19,0 % der Kinder und 14,8 % der über 65-Jährigen).
90,7 % der über 25-Jährigen haben eine Highschoolausbildung, 45,4 % haben mindestens einen Bachelortitel und 21,2 % haben ein Diplom.

## Persönlichkeiten
- Andrew E. Lee (1847–1934), Politiker, 3. Gouverneur von South Dakota
- Carl Gunderson (1864–1933), Politiker, 11. Gouverneur von South Dakota
- Peter Norbeck (1870–1936), Politiker
- Myrtle Morrison (1885–1938), Politikerin
- Edward Olson Hulburt (1890–1982), Geophysiker
- Robert Osher Schlaifer (1914–1994), Mathematiker, Statistiker und Hochschullehrer
- Todd Tiahrt (* 1951), republikanischer Politiker, Mitglied des US-Repräsentantenhauses für Kansas
- Kevin Brady (* 1955), republikanischer Politiker, Mitglied des US-Repräsentantenhauses für Texas
- Shawn Colvin (* 1956), Folk- und Popsängerin
- Rachael Bella (* 1984), Schauspielerin
- Chelsea Houska (* 1991), Reality-TV-Darstellerin[4]

## Partnerstadt
Ratingen ist Partnerstadt von Vermillion.